# 200 mètres masculin aux Jeux olympiques d'été de 1968 (athlétisme)
Navigation
Tokyo 1964 Munich 1972
L'épreuve du 200 mètres masculin aux Jeux olympiques de 1968 s'est déroulée les 15 et 16 octobre 1968 au Stade olympique universitaire de Mexico, au Mexique.  Elle a été remportée par l'Américain Tommie Smith qui a établi un nouveau record du monde du 200m en 19 s 83. Le podium du 200 mètres est resté célèbre, grâce au poing levé et ganté de noir des athlètes Tommie Smith et John Carlos en protestation contre la situation des noirs américains à l'époque.

## Résultats

### Finale
| Rang               | Athlète           | Pays                 | Temps   | Notes |
| ------------------ | ----------------- | -------------------- | ------- | ----- |
| Médaille d'or      | Tommie Smith      | États-Unis           | 19 s 83 | WR    |
| Médaille d'argent  | Peter Norman      | Australie            | 20 s 0  |       |
| Médaille de bronze | John Carlos       | États-Unis           | 20 s 0  |       |
| 4                  | Edwin Roberts     | Trinité-et-Tobago    | 20 s 3  |       |
| 5                  | Roger Bambuck     | France               | 20 s 5  |       |
| 6                  | Larry Questad     | États-Unis           | 20 s 6  |       |
| 7                  | Michael Fray      | Jamaïque             | 20 s 6  |       |
| 8                  | Joachim Eigenherr | Allemagne de l'Ouest | 20 s 6  |       |

## Légende
Records et Performances
- AR : Record continental (area record)
- CR : Record des championnats (championship record)
- MR : Record du meeting (meet record)
- NR : Record national (national record)
- OR : Record olympique (olympic record)
- PR : Record paralympique (paralympic record)
- PB : Record personnel (personal best)
- SB : Meilleure performance personnelle de la saison (season's best)
- WL : Meilleure performance mondiale de l'année (world leader)
- WJR : Record du monde junior (world junior record)
- WR : Record du monde (world record)

Circonstances et Conditions
- DNF : N'a pas terminé (did not finish)
- DNS : N'a pas pris le départ (did not start)
- DQ : Disqualification (disqualification)
- NM : Aucun essai valable enregistré (No Mark)
- Q : Qualifié « directement » au prochain tour (ou à la prochaine compétition), lors d'une compétition majeure, grâce au classement ou à la réalisation des minima (automatic qualifier)
- q : Qualifié au prochain tour (ou à la prochaine compétition), lors d'une compétition majeure, grâce au repêchage ou à la réalisation de l'une des meilleures performances parmi celles des « non qualifiés directement » (grâce au meilleur temps ou à la meilleure distance par exemple) (secondary qualifier)